# Oberstoppel
Oberstoppel ist ein Ortsteil der Marktgemeinde Haunetal  im osthessischen Landkreis Hersfeld-Rotenburg. Das Dorf liegt zwischen Bad Hersfeld und Fulda unterhalb des 524 Meter hohen Stoppelsberges. Etwa einen Kilometer Luftlinie entfernt liegt der Nachbarort Unterstoppel.

## Geschichte

### Ortsgeschichte
Aus dem Jahr 1241 findet sich eine Erwähnung mit dem Namen Stupfele, ob diese sich auf Ober- oder Unterstoppel bezieht ist unklar. Erst 1402 werden die beiden Orte als Oberstoppfel und Niederstoppfel unterschieden.
Oberstoppel gehörte infolge der Kurhessischen Kreiseinteilung dem Kreis Hersfeld an. Jedoch wurde es 1861 dem Kreis Hünfeld angeschlossen.
Die evangelische Kirche Oberstoppels, der auch Unterstoppel angehört, ist ein Barockgebäude aus den Jahren 1754 bis 1756.
Zum 1. Februar 1971 fusionierten im Zuge Gebietsreform in Hessen die selbständigen Gemeinden Hermannspiegel, Mauers, Neukirchen, Oberstoppel und Rhina freiwillig zur neuen Gemeinde Haunetal im Landkreis Hünfeld. Sitz der Gemeindeverwaltung wurde Neukirchen. Für Oberstoppel wurde, wie für die übrigen bei der Gebietsreform nach Haunetal eingegliederten Gemeinden, ein Ortsbezirk mit Ortsbeirat und Ortsvorsteher nach der Hessischen Gemeindeordnung gebildet.

### Verwaltungsgeschichte im Überblick
Die folgende Liste zeigt die Staaten und Verwaltungseinheiten, denen Oberstoppel angehört(e):
- vor 1803: Heiliges Römisches Reich, Landgrafschaft Hessen-Kassel, Fürstentum Hersfeld, Amt Hauneck
- 1803–1806: Heiliges Römisches Reich, Kurfürstentum Hessen, Fürstentum Hersfeld, Amt Hauneck
- 1807–1813: Königreich Westphalen, Departement der Werra, Distrikt Hersfeld, Kanton Holzheim
- ab 1815: Kurfürstentum Hessen, Fürstentum Hersfeld, Amt Hauneck[7]
- ab 1821/22: Kurfürstentum Hessen, Provinz Fulda, Kreis Hersfeld[8][Anm. 2]
- ab 1848: Kurfürstentum Hessen, Bezirk Hersfeld
- ab 1851: Kurfürstentum Hessen, Provinz Fulda, Kreis Hersfeld
- ab 1867: Königreich Preußen, Provinz Hessen-Nassau, Regierungsbezirk Kassel, Kreis Hersfeld
- ab 1871: Deutsches Reich,  Königreich Preußen, Provinz Hessen-Nassau, Regierungsbezirk Kassel, Kreis Hersfeld
- ab 1881: Königreich Preußen, Provinz Hessen-Nassau, Regierungsbezirk Kassel, Kreis Hünfeld
- ab 1918: Deutsches Reich, Freistaat Preußen, Provinz Hessen-Nassau, Regierungsbezirk Kassel, Kreis Hünfeld
- ab 1944: Deutsches Reich, Freistaat Preußen, Provinz Kurhessen, Landkreis Hersfeld
- ab 1945: Amerikanische Besatzungszone, Groß-Hessen, Regierungsbezirk Kassel, Landkreis Hünfeld
- ab 1946: Amerikanische Besatzungszone, Hessen, Regierungsbezirk Kassel, Landkreis Hünfeld
- ab 1949: Bundesrepublik Deutschland, Hessen, Regierungsbezirk Kassel, Landkreis Hünfeld
- ab 1971: Bundesrepublik Deutschland, Hessen, Regierungsbezirk Kassel, Landkreis Hünfeld, Gemeinde Haunetal[Anm. 3]
- ab 1972: Bundesrepublik Deutschland, Hessen, Regierungsbezirk Kassel, Landkreis Hersfeld-Rotenburg, Gemeinde Haunetal

## Bevölkerung

### Einwohnerstruktur 2011
Nach den Erhebungen des Zensus 2011 lebten am Stichtag, dem 9. Mai 2011, in Oberstoppel 135 Einwohner. Darunter waren 3 (2,2 %) Ausländer.
Nach dem Lebensalter waren 24 Einwohner unter 18 Jahren, 54 zwischen 18 und 49, 30 zwischen 50 und 64 und 24 Einwohner waren älter. Die Einwohner lebten in 60 Haushalten. Davon waren 15 Singlehaushalte, 18 Paare ohne Kinder und 21 Paare mit Kindern, sowie 12 Alleinerziehende und 3 Wohngemeinschaften. In 18 Haushalten lebten ausschließlich Senioren und in 45 Haushaltungen lebten keine Senioren.

### Einwohnerentwicklung
- 1585: 20 Haushaltungen[1]
- 1747: 26 Haushaltungen[1]

| Oberstoppel: Einwohnerzahlen von 1834 bis 2015 | Oberstoppel: Einwohnerzahlen von 1834 bis 2015 | Oberstoppel: Einwohnerzahlen von 1834 bis 2015 | Oberstoppel: Einwohnerzahlen von 1834 bis 2015 | Oberstoppel: Einwohnerzahlen von 1834 bis 2015 |
| --- | ---------------------------------------------- | ---------------------------------------------- | ---------------------------------------------- | ---------------------------------------------- |
| Jahr |                                                |                                                |                                                | Einwohner                                      |
| 1834 | 1834                                           |                                                | 215                                            | 215                                            |
| 1840 | 1840                                           |                                                | 234                                            | 234                                            |
| 1846 | 1846                                           |                                                | 236                                            | 236                                            |
| 1852 | 1852                                           |                                                | 225                                            | 225                                            |
| 1858 | 1858                                           |                                                | 198                                            | 198                                            |
| 1864 | 1864                                           |                                                | 188                                            | 188                                            |
| 1871 | 1871                                           |                                                | 165                                            | 165                                            |
| 1875 | 1875                                           |                                                | 181                                            | 181                                            |
| 1885 | 1885                                           |                                                | 176                                            | 176                                            |
| 1895 | 1895                                           |                                                | 160                                            | 160                                            |
| 1905 | 1905                                           |                                                | 124                                            | 124                                            |
| 1910 | 1910                                           |                                                | 122                                            | 122                                            |
| 1925 | 1925                                           |                                                | 143                                            | 143                                            |
| 1939 | 1939                                           |                                                | 139                                            | 139                                            |
| 1946 | 1946                                           |                                                | 199                                            | 199                                            |
| 1950 | 1950                                           |                                                | 219                                            | 219                                            |
| 1956 | 1956                                           |                                                | 173                                            | 173                                            |
| 1961 | 1961                                           |                                                | 149                                            | 149                                            |
| 1967 | 1967                                           |                                                | 140                                            | 140                                            |
| 1970 | 1970                                           |                                                | 136                                            | 136                                            |
| 1980 | 1980                                           |                                                | ?                                              | ?                                              |
| 1990 | 1990                                           |                                                | ?                                              | ?                                              |
| 2000 | 2000                                           |                                                | ?                                              | ?                                              |
| 2011 | 2011                                           |                                                | 135                                            | 135                                            |
| 2015 | 2015                                           |                                                | 145                                            | 145                                            |
| Datenquelle: Historisches Gemeindeverzeichnis für Hessen: Die Bevölkerung der Gemeinden 1834 bis 1967. Wiesbaden: Hessisches Statistisches Landesamt, 1968. Weitere Quellen: LAGIS; Gemeinde Haunetal; Zensus 2011 |                                                |                                                |                                                |                                                |

### Historische Religionszugehörigkeit
| • 1885: | 176 evangelische (= 100 %) Einwohner                              |
| • 1961: | 137 evangelische (= 91,95 %), 12 katholische (= 8,05 %) Einwohner |

## Politik
Für Oberstoppel besteht ein Ortsbezirk (Gebiete der ehemaligen Gemeinde Oberstoppel) mit Ortsbeirat und Ortsvorsteher nach der Hessischen Gemeindeordnung. Der Ortsbeirat besteht aus fünf Mitgliedern. Bei den Kommunalwahlen in Hessen 2021 betrug die Wahlbeteiligung zum Ortsbeirat 77,68 %. Alle Kandidaten gehören der „Bürgerliste Oberstoppel“ an. Der Ortsbeirat wählte Rainer Rest zum Ortsvorsteher.

## Sehenswürdigkeiten

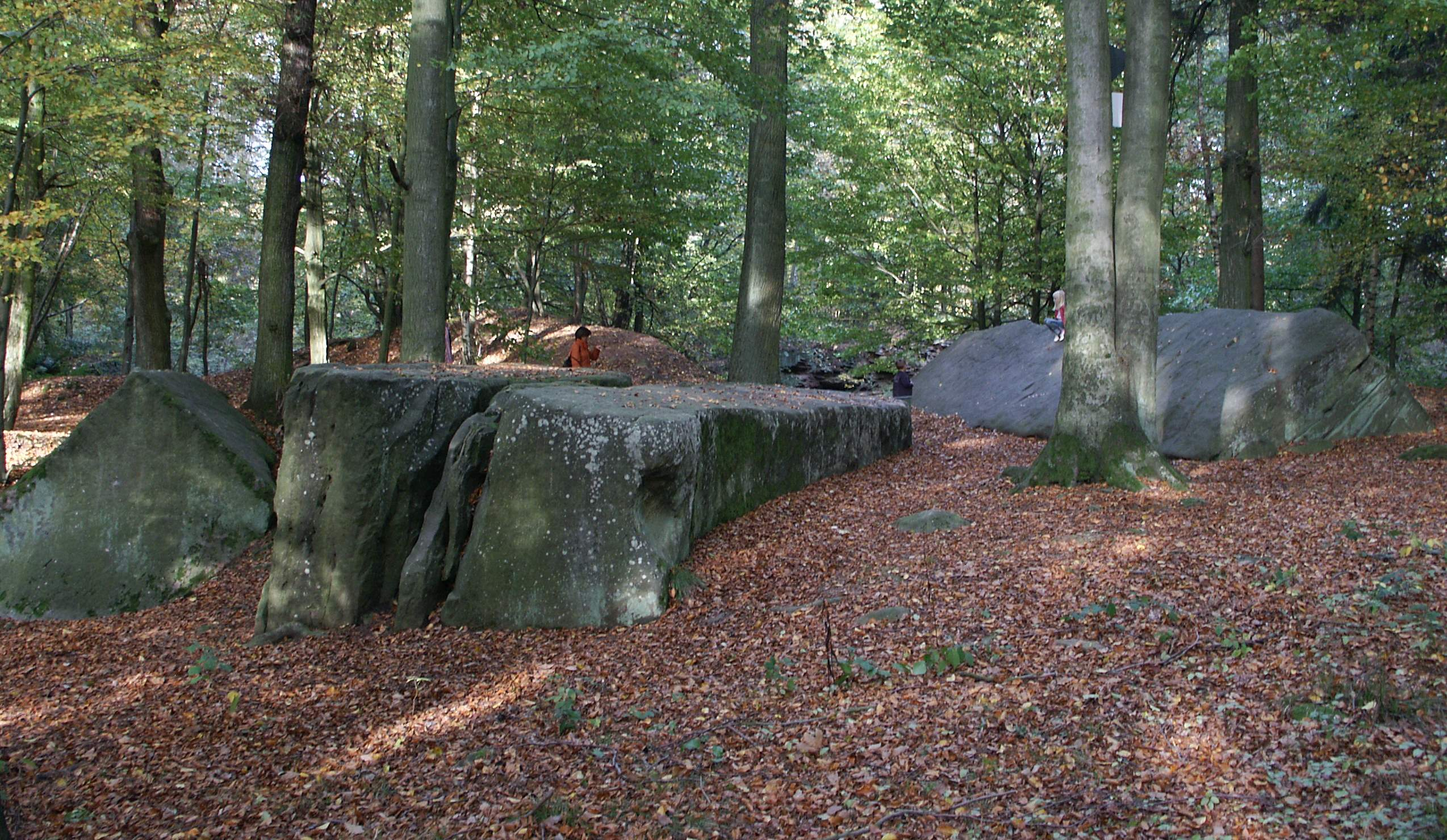
Langen Steine

Sehenswert sind die nahegelegene Ruine der Burg Hauneck auf dem Gipfel des angrenzenden Stoppelsberges, die Langen Steine sowie das „Steinkreuz von Oberstoppel“. Dieses Steinkreuz ist vermutlich ein Denkmal aus dem 15. Jahrhundert, welches zu Ehren des damaligen Zentgrafen des Gerichts Neukirchen und Kirchenvorsteher von Unterstoppel errichtet wurde.
Im Ort gibt es ein Restaurant, ein Ferien- und Gästehaus mit einem Angebot für Kinderfreizeiten und Klassenfahrten und einen Mensch-Tier-Begegnungshof mit therapeutischem Reiten und tiergestützten Fördermaßnahmen.
Für die unter Denkmalschutz stehenden Objekte im Ort, siehe die Liste der Kulturdenkmäler in Oberstoppel.